# نيد تيت
نيد تيت (بالإنجليزية: Ned Tate)‏ (9 سبتمبر 1901 في المملكة المتحدة - 8 مايو 1985 بفول ريفر في الولايات المتحدة) هو لاعب كرة قدم بريطاني (وحمل سابقاً جنسية المملكة المتحدة لبريطانيا العظمى وأيرلندا) في مركز الدفاع. لعب مع فول ريفر ماركسمين ونيو بيدفورد ويلرز وPhiladelphia Field Club ‏ وPawtucket Rangers ‏.